# Tsitika Mountain
Tsitika Mountain är ett berg i Kanada.   Det ligger i provinsen British Columbia, i den sydvästra delen av landet, 3 800 km väster om huvudstaden Ottawa. Toppen på Tsitika Mountain är 1 667 meter över havet, eller 1 015 meter över den omgivande terrängen. Bredden vid basen är 18,8 km.
Terrängen runt Tsitika Mountain är bergig österut, men västerut är den kuperad.Trakten runt Tsitika Mountain är nära nog obefolkad, med mindre än två invånare per kvadratkilometer.. Det finns inga samhällen i närheten. 
I omgivningarna runt Tsitika Mountain växer i huvudsak barrskog.